# 남청역
남청역(중국어 정체자: 南昌, Nam Cheong)은 홍콩 삼서이보의 사이가우룽 고속도로 밑에 자리한 홍콩 지하철의 환승역이다. 둥충 선과 튄마선이 만나며, 1번 승강장 (튄마선 튄문행)과 4번 승강장 (둥충선 홍콩행)이 하나의 승강장에 있기 때문에 두 노선간에 평면환승이 가능하다. 역 상징색은 옅은 황록색이다.
남청 역은 본래 서철선(현 튄마선)의 남쪽 종착역이었다. 하지만 2009년 8월 16일 가우룽 남선 개통으로 둥충 선을 타고 홍콩 공항철도 열차가 역에 정차할 수 있게 되었다. 남청역 동쪽에는 대중교통 환승소가 자리해 있어 역 이용객들이 다른 교통수단으로 갈아탈 수 있다.
지상에 위치한 역이지만 승강장에 스크린도어가 설치되어 있다.

## 역사
남청 역은 본래 계획단계에서 이 근처의 주요 길목인 옌처우 가에서 이름을 따와 '옌처우 가 역' (Yen Chow Street Station)이란 이름이 될 예정이었다. 하지만 개통 시에는 아파트 단지인 남청 단지에서 이름을 따와 '남청 역'으로 이름하게 되었다. 남청 단지는 남청 거리에서 유래한 이름인데 원래는 홍콩의 자선가 '찬남청' (陳南昌)에서 따온 지명이다. 남청이란 말은 '南昌'의 광둥어 발음인데 중국의 난창 시도 같은 한자를 쓰기 때문에 종종 두 지명이 서로 연관이 있다고 잘못 풀이하는 경우가 있다.
남청 역 공사는 2000년 10월 5일에 시작됐다. 밸푸어 비티와 젠 퍼시픽의 합작회사가 시공을 맡았다. 3년여간의 공사 끝에 2003년 12월 16일 대중에게 공개되었으며, 같은날 KCR 서철 (지금의 튄마선)의 시범운행도 같이 이뤄졌다. 이날로 둥충 선도 일부 구간에 한해 운행을 시작하였다. 나흘 뒤인 12월 20일에는 KCR 서철이 공식적으로 운행에 들어갔으며 남청역은 서철의 남쪽 종착역이 되었다.
완공 후 남청 역은 MRT과 KCR의 양쪽 운영기관이 나누어 쓰는 역이 되었으며, 두 운영사의 철도체계가 환승되는 역은 이번이 처음이었다. 역 대합실 역시 양쪽 기관이 각각 차지하여 사용하였고 그 중간에는 특별환승 개찰구가 놓여 옥토퍼스 카드를 한번만 찍으면 바로 환승이 가능하도록 해두었다.
이 같은 한집살이는 2007년 12월 2일 MTR과 KCR이 MRTCL로 합병되어 통합 운영을 시작하면서 끝났다. 2008년 9월 28일 구 MTR/KCR 노선망의 광역요금구역이 통합된 이후에는 역 대합실을 갈라놓았던 울타리와 환승개찰구도 철거되었고, 1번 승강장 (튄마선 튄문행)과 4번 승강장 (둥충선 홍콩행) 간의 평면환승도 가능해졌다. 이와 더불어 두 승강장 간의 환승통로도 뚫렸다. 특히 둥충선 승강장에 정차하는 홍콩방면 열차의 5-6째칸 지점에 대형 환승통로가 놓였다.
2009년 8월 16일에는 튄마선 (당시 서철선) 가우룽 남선 연장구간이 개통되면서, 그날로 튄마선 (당시 서철선)의 종착역은 훙함 역까지 연장됐다. 이로 인해 남청역은 남쪽 종착역이 아닌 둥충선과 튄마선 간의 환승역으로만 남게 되었다.

## 역 구조

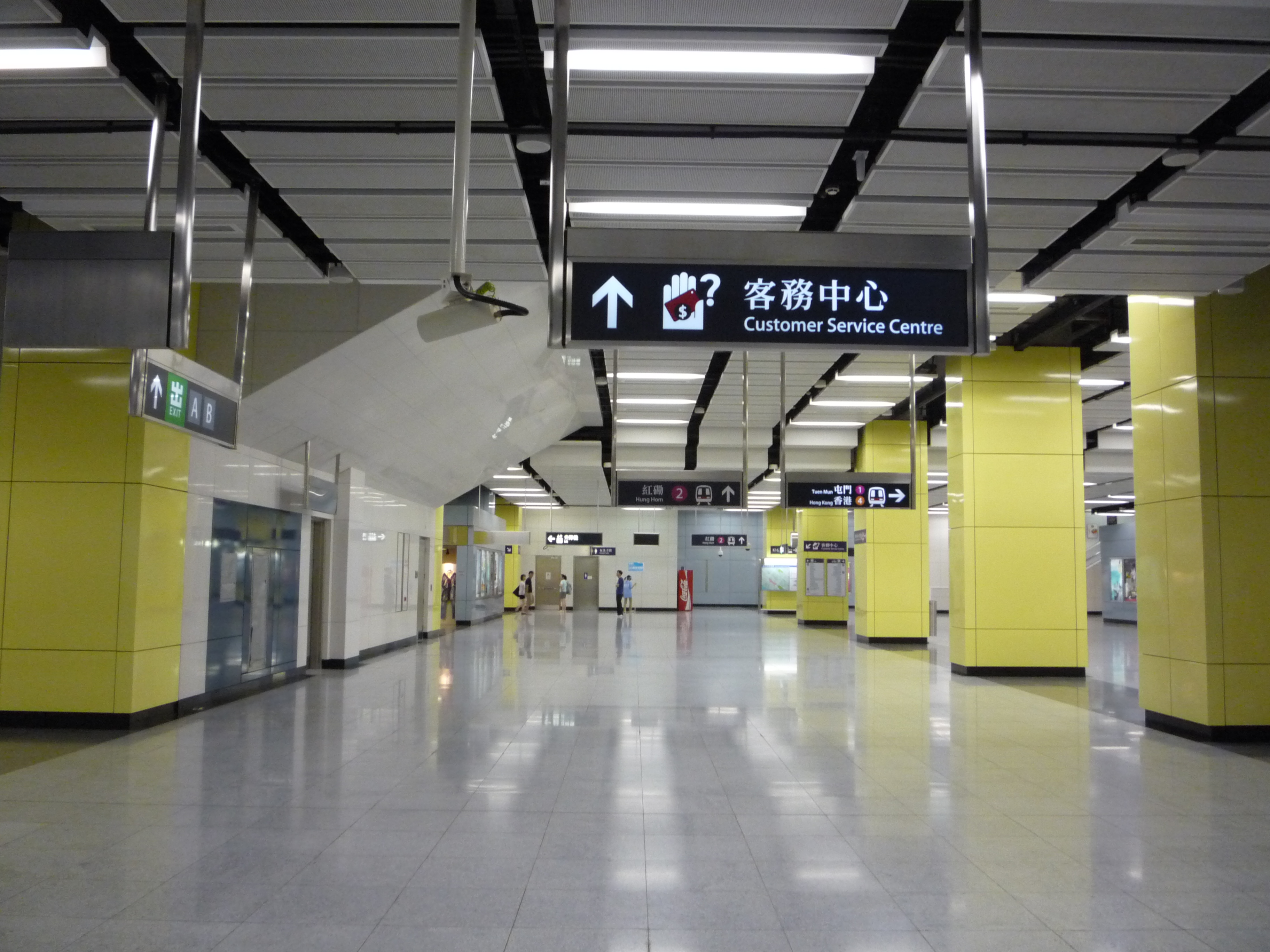
역 대합실

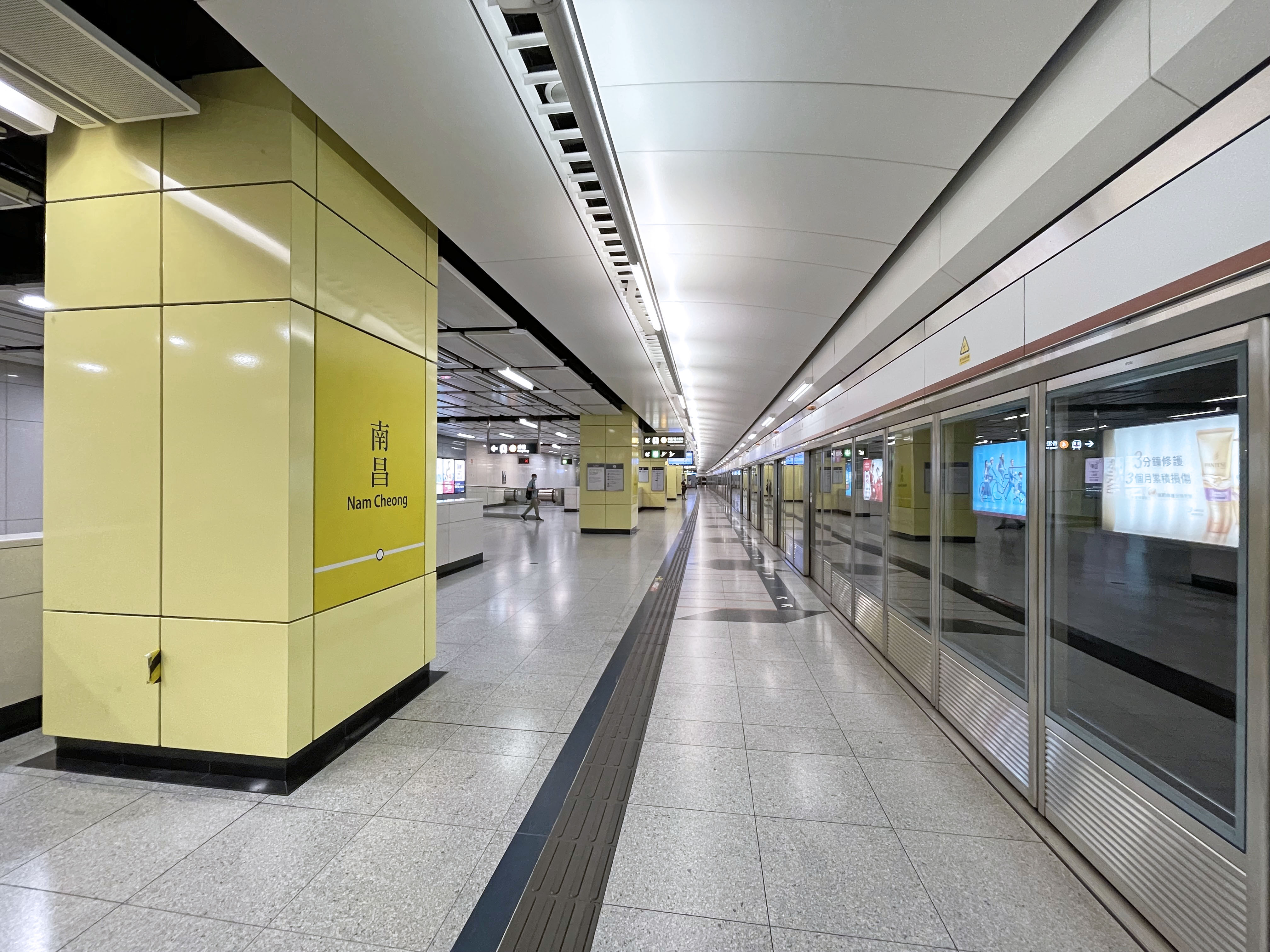
1번 승강장 (튄마선)

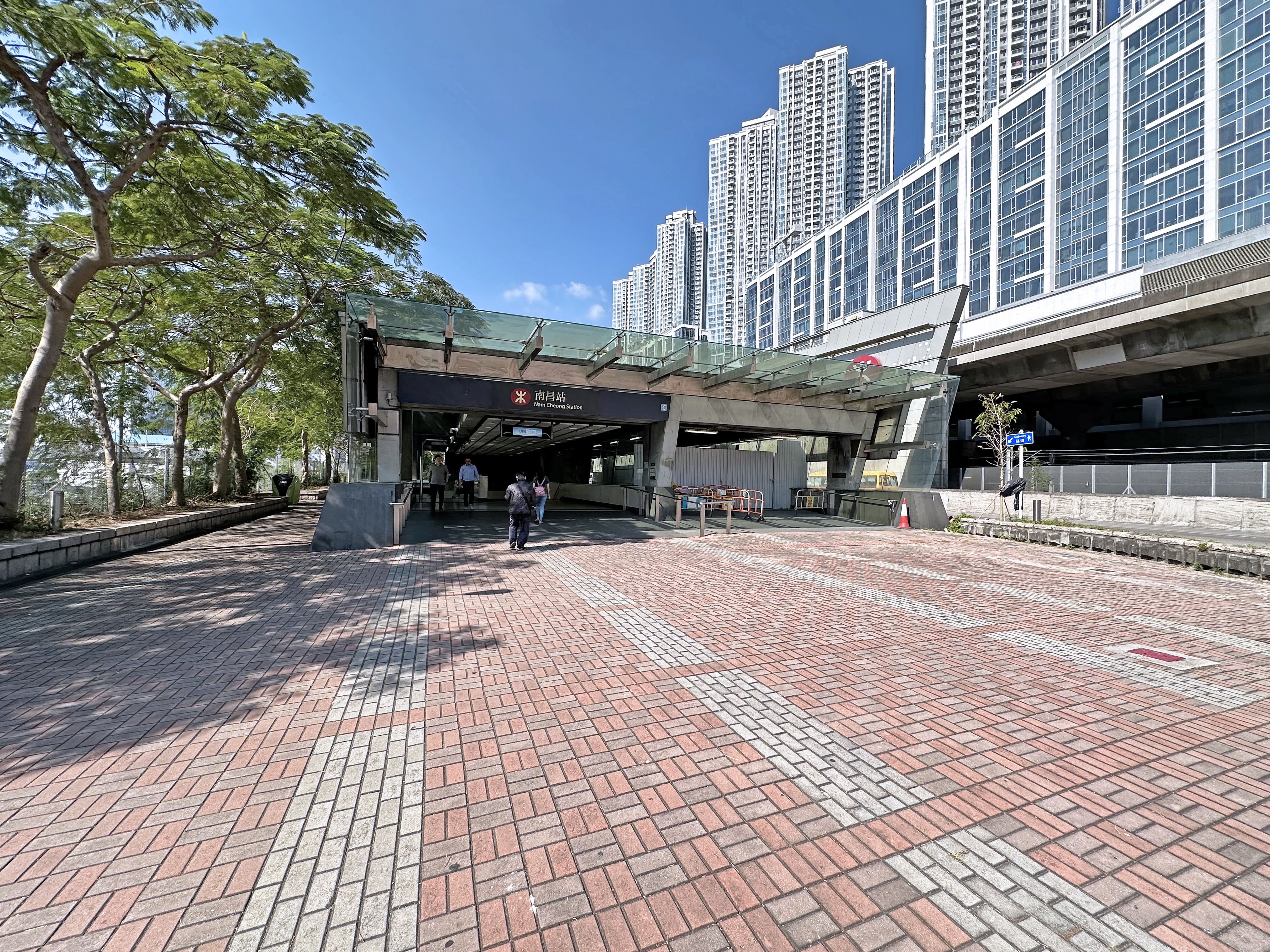
지하보도와 인접해 있는 C출구

남청 역의 승강장 네 개는 모두 지상에 자리해 있다. 승강장은 굴곡진 형태인데 기존의 선로에 따라 맞게 짓다보니 나온 모야이다. 다만 열차와 승강장의 간격은 그리 크지 않다.
위에서 언급했지만 2008년 9월 28일 요금체계 통합 전까지 옥토퍼스 카드 이용객이 둥충선과 서철선을 갈아타기 위해서는 MTR과 KCR 요금구역을 갈라놓는 환승개찰구를 이용해야 했다. 카드를 리더기에 대면 처음 요금이 공제되어 다른 쪽으로 걸어나가는 식이었다. 실수로 잘못된 구역에 들어온 승객은 15분 이내에 환승개찰구가 아닌 출구를 통해 역 밖으로 나가야 했으며 그렇지 않는다면 추가요금이 부과됐다.
| 1    | 1층                        | 소방과 직원전용 공간            |
| G    | 승강장, 출구               | 교통환승                        |
| G    | 상대식 승강장, 왼쪽문 열림 |                                 |
| G    | 승강장 3                   | → 둥충선 둥충 방면 (라이깅) →   |
| G    | 공항철도                   | → 홍콩 공항철도 (무정차 통과) → |
| G    | 공항철도                   | ← 홍콩 공항철도 (무정차 통과)   |
| G    | 승강장 4                   | ← 둥충선 홍콩 방면 (올림픽)     |
| G    | 섬식 승강장, 왼쪽문 열림   |                                 |
| G    | 승강장 1                   | 튄마선 튄문 방면 (메이푸) →     |
| G    | 벽                         |                                 |
| G    | 승강장 2                   | ← 튄마선 우카이사 방면 (오스틴) |
| G    | 상대식 승강장, 왼쪽문 열림 |                                 |
| C/L1 | 대합실                     | 고객센터, 자판기                |
| C/L1 | 대합실                     | 티켓/요금정산, 상가, 화장실     |
| C/L1 | 대합실                     | 자판기, ATM기                   |

### 승강장

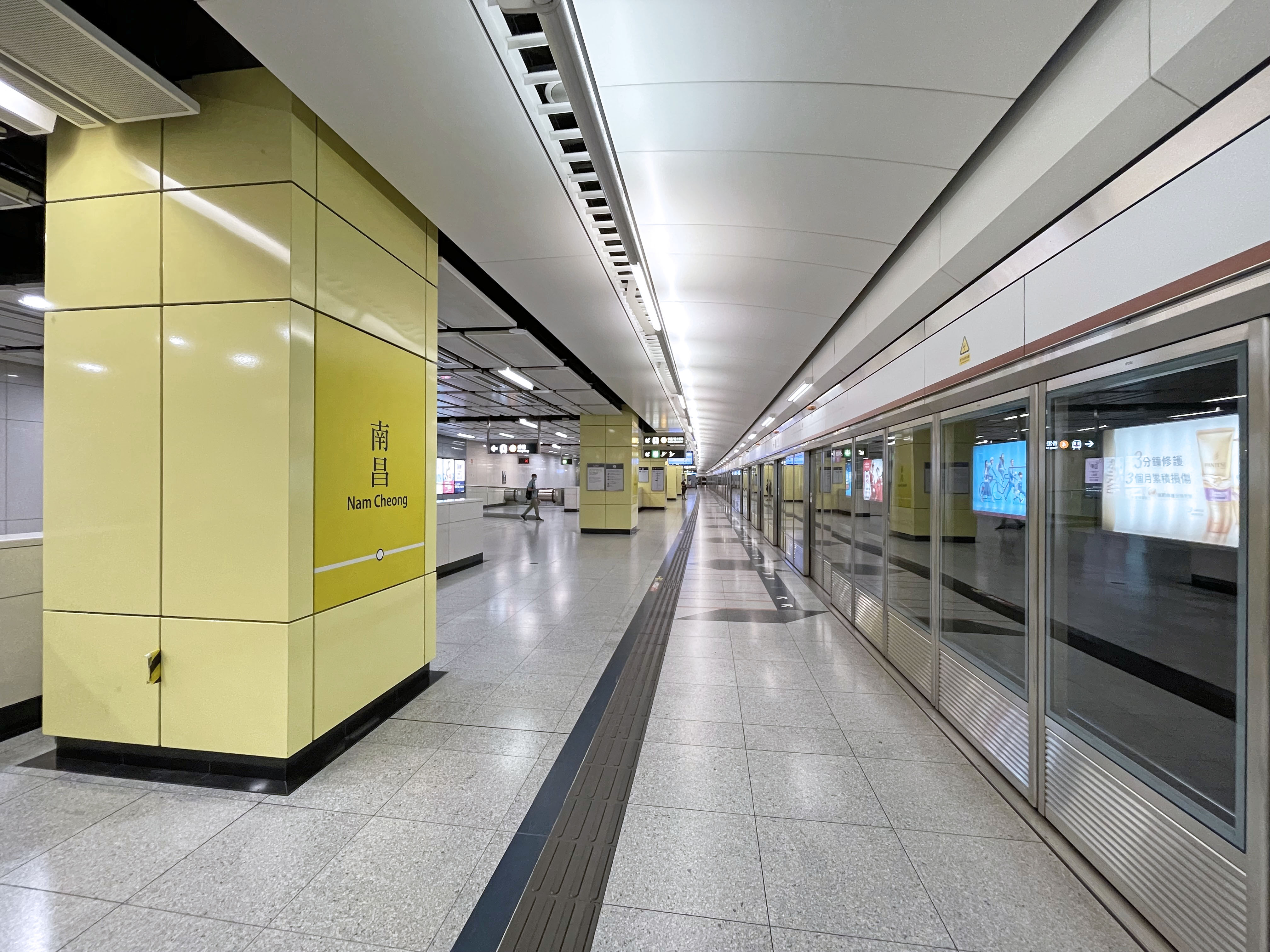
1번 승강장 (튄마선 튄문 방면, 2021년 6월)
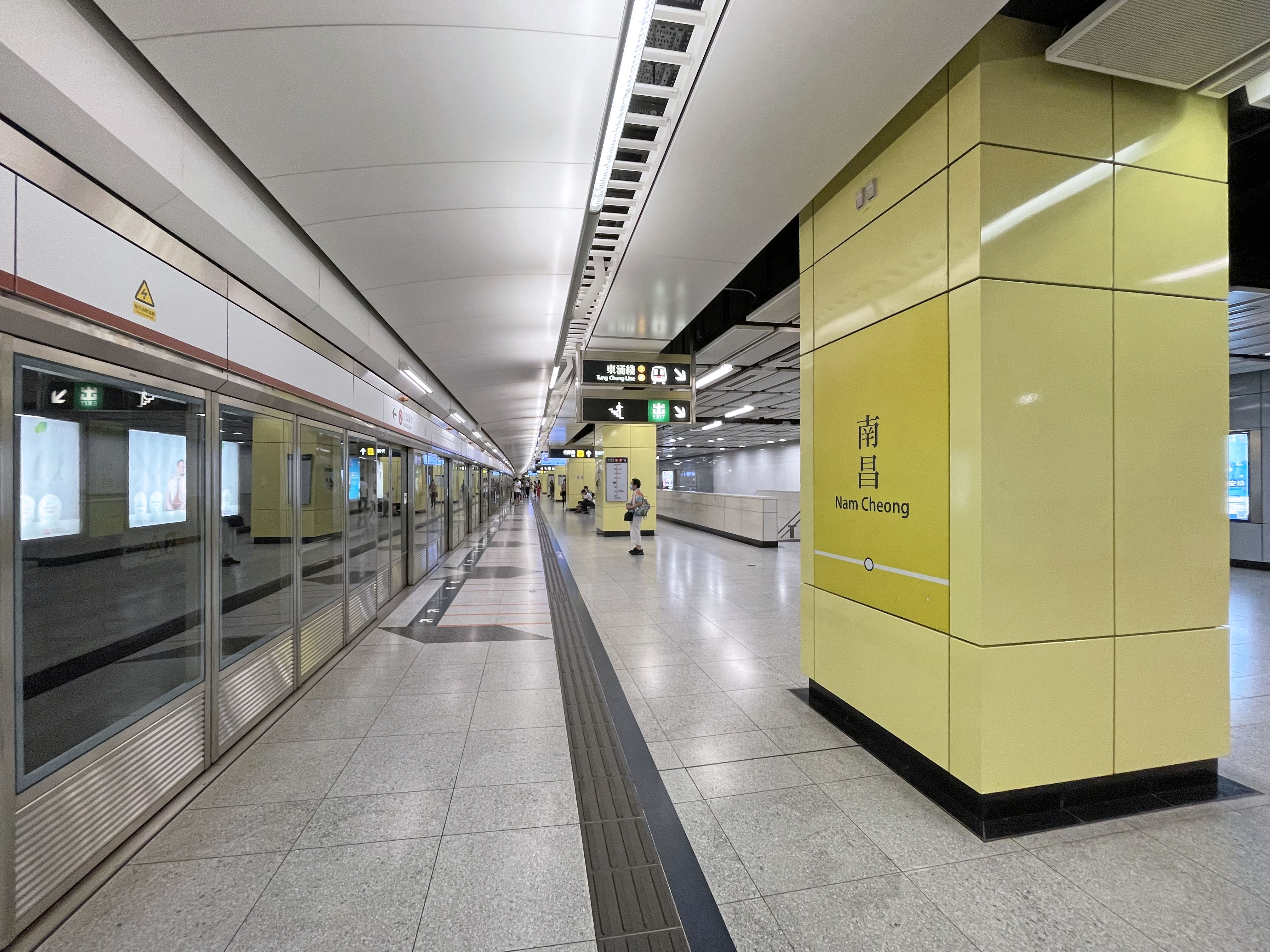
2번 승강장 (튄마선 우카이사 방면, 2021년 6월)
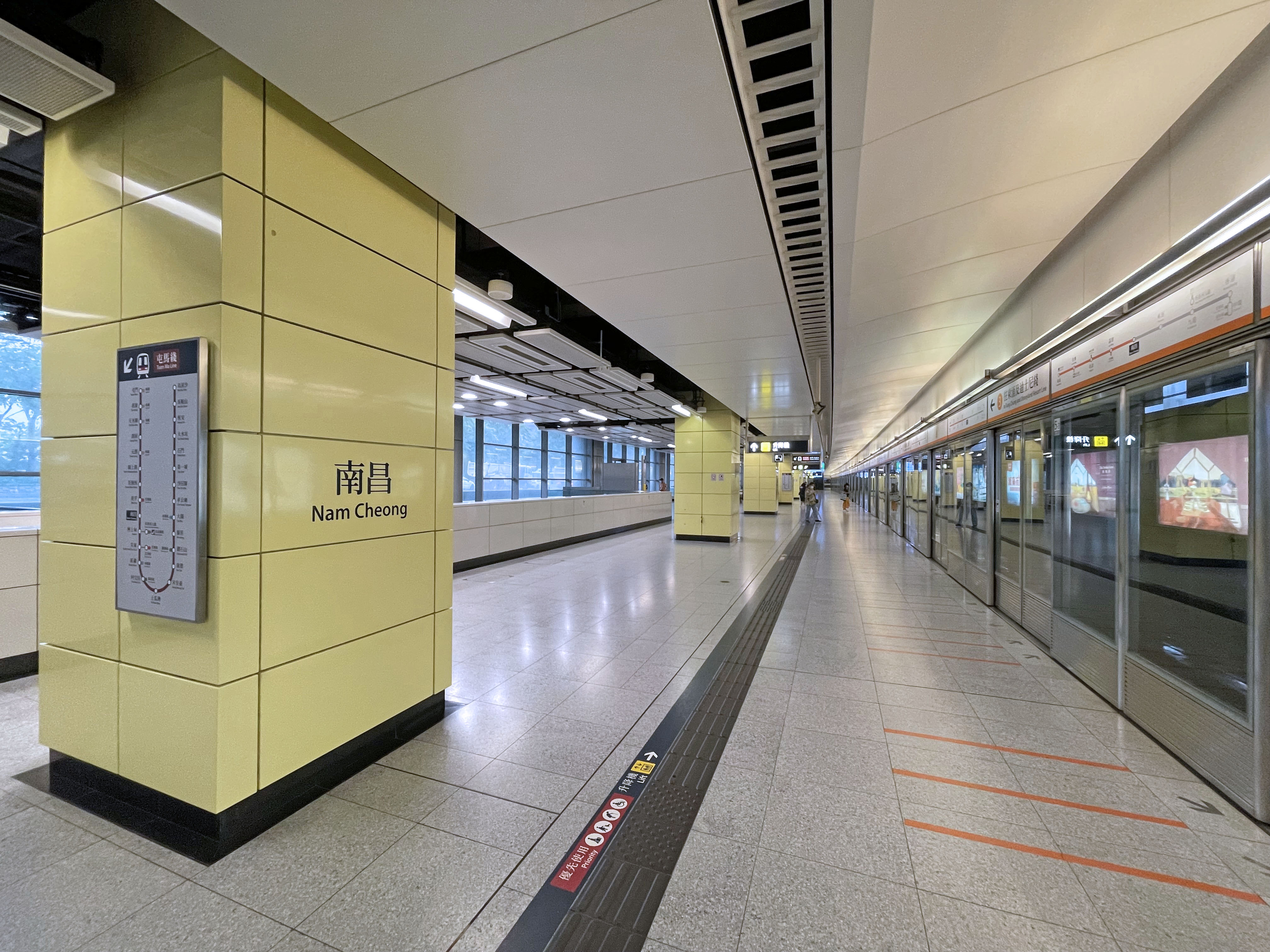
3번 승강장 (튄마선 튄문 방면, 2021년 6월)
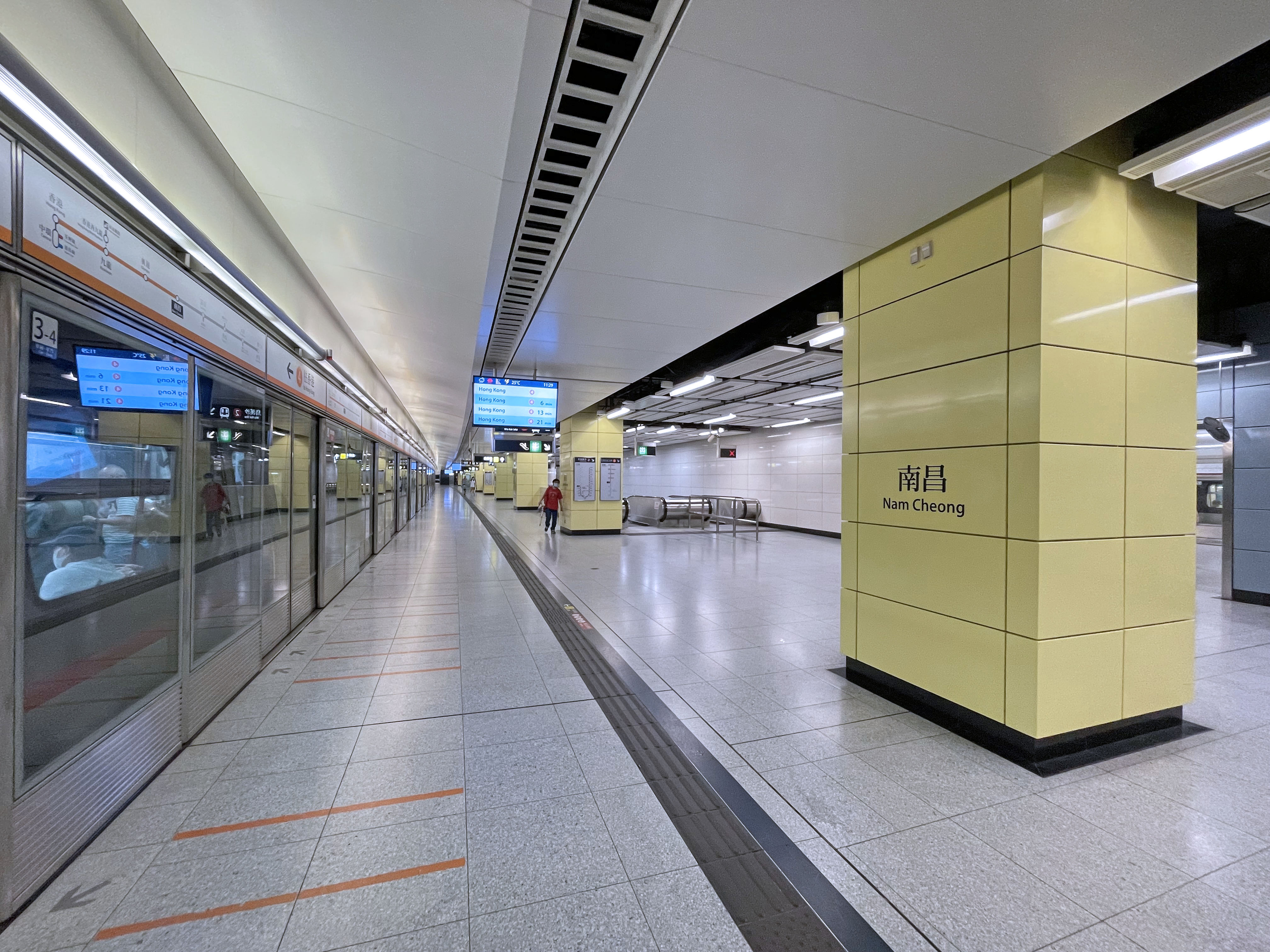
4번 승강장 (튄마선 우카이사 방면, 2021년 6월)

## 출입구
- A: 푸청 단지
- B: 도매 식료품 시장
- C: 린청 로
- D1: 남청 단지
- D2: (역외 아파트단지 공사로 2019년 중순까지 임시 폐쇄)[4]

## 교통
버스
- 가우룽 모터 버스
  - 12: 허이라이 단지 - 짐사저이 (모디 로)
  - 12A:삼서이보 (통킨 가) - 웡보 가든
  - 18: 삼서이보 (통킨 가) - 오이만 단지 (순환노선)
  - 36A: 삼서이보 (통킨 가) - 레이묵슈
  - 212: 삼서이보 (통킨 가) - 웡보 가든
  - 296C: 삼서이보 (통킨 가) - 성닥
- 뉴월드 퍼스트 버스
  - 701: 허이라이 단지 - 웡곡 (순환노선)
  - 702: 허이라이 단지 - 삼서이보 (옌처우 가) (순환노선)
  - 702A: 아쿠아마린 - 박틴 단지
  - 702S: 소욱 단지 - 정사완 (삼싱 로)
  - 971: 허이라이 단지 - 애버딘 (섹파이완)
- 시티버스
  - A21: 훙함 역 - 공항 (지상교통센터)
- 크로스하버 버스
  - 914: 허이라이 단지 - 코즈웨이베이 (틴하우 역)
  - 914P 허이라이 단지 → 코즈웨이베이 (틴하우 역)
  - 914X: 허이라이 단지 → 코즈웨이베이 (틴하우 역)
- 홍콩 미니버스